# Гришково (Невельский район)
Гришково — деревня в Невельском районе Псковской области России. Входит в состав Артёмовской волости. 

## География
Расположена в 25 км к востоку от города Невель.

## Население
| 2001 | 2002 | 2010 |
| ---- | ---- | ---- |
| 71   | ↗112 | ↘31  |

Численность населения деревни по оценке на начало 2001 года составляла 71 человек.